# Boadella i les Escaules

Położenie gminy na mapie comarki Alt Empordà

Boadella i les Escaules, także: Boadella d'Empordà (hiszp. Buadella) – gmina w Hiszpanii, w Katalonii, w prowincji Girona, w comarce Alt Empordà.
W 2018 roku liczba ludności Boadella i les Escaules wyniosła 269 – 139 mężczyzn i 130 kobiet. Powierzchnia gminy wynosi 10,78 km². Boadella i les Escaules znajduje się na średniej wysokości 82 metrów nad poziomem morza.
W skład gminy wchodzą miejscowości Boadella oraz Les Escaules.